# 云龙乡 (闽清县)
云龙乡是中国福建省福州市闽清县下辖的一个乡。

## 行政区划
云龙乡下辖以下地区：
后垅村、台鼎村、潭口村、官庄村、云中村、台埔村、际上村、际下村、柿兜村和竹柄村。